# 諸葛爽
諸葛 爽（しょかつ そう、生年不詳 - 886年）は、唐代の軍人。本貫は青州博昌県。

## 経歴
県に役属して伍長となったが、笞打たれるのを苦にして、役を棄てて逃亡し、里中で自給の生活を送った。龐勛の乱が起こると、諸葛爽は反乱軍に参加して徐州の兵となり、軍功により小校に進んだ。官軍が徐州を討つと、龐勛の勢力は逼塞し、諸葛爽は100人あまりを率いて泗州の守将の陽群とともに唐に帰順した。汝州防禦使に任じられた。李琢が北面招討使となり、雲州で沙陀族を討つと、諸葛爽はその下で招討副使をつとめた。夏綏銀節度使となり、検校尚書右僕射に進んだ。
広明元年（880年）、黄巣の反乱軍が長安をめざして進攻してくると、諸葛爽は僖宗の勅命を受けて代北行営の兵を率いて、関中救援に赴いた。諸葛爽は櫟陽に軍を駐屯させていたが、潼関が陥落し、僖宗が成都に避難すると、諸葛爽は反乱軍に降った。黄巣により河陽節度使に任じられた。中和元年（881年）、諸葛爽は再び唐に帰順し、河陽節度使のまま、検校司徒に位を進められた。京師東南面招討諸行営副都統・左先鋒使に任じられ、中書門下平章事を兼ねた。諸葛爽は黄巣について同州を守っていた朱温を討とうとしたが、伏兵に遭って敗れ、逃げ帰った。
ときに魏博節度使の韓簡の軍勢が盛んであった。中和2年（882年）、魏博の軍が河陽を攻撃し、諸葛爽の軍は修武で敗れて、諸葛爽は城を棄てて逃走した。中和3年（883年）、諸葛爽は金州から兵1000人を率いて孟州を攻め落とし、再び河陽に入った。諸葛爽は新郷を攻撃した。韓簡は鄆州からやってきて獲嘉の西北で諸葛爽を迎え撃とうとしたが、韓簡の裨将の楽彦禎が魏州に逃げ帰ったため、韓簡の8万の兵は自壊して大敗した。韓簡が牙中で殺害されると、諸葛爽の軍勢は振るうようになった。
光啓元年（885年）、諸葛爽は東南面招討使となり、秦宗権を討った。検校司空に抜擢された。光啓2年（886年）、死去した。

## 伝記資料
- 『旧唐書』巻182 列伝第132
- 『新唐書』巻187 列伝第112